# Commedia School
Commedia School är en dansk privat teaterskola, med undervisning på engelska, i Köpenhamn i Danmark.  Den grundades omkring 1983 av Ole Brekke och Carlo Mazzone-Clementi (1920–2000).
Commedia School har ett tvåårigt utbildningsprogram. Skolan har inriktning på skådespelarnas fysiska uttrycksmedel och grundas på teaterpedagogiska metoder, som utvecklats av Carlo Mazzone-Clementi, Jacques Lecoq, och Moshe Feldenkrais.